# Wilhelm Geißler (Ingenieur)

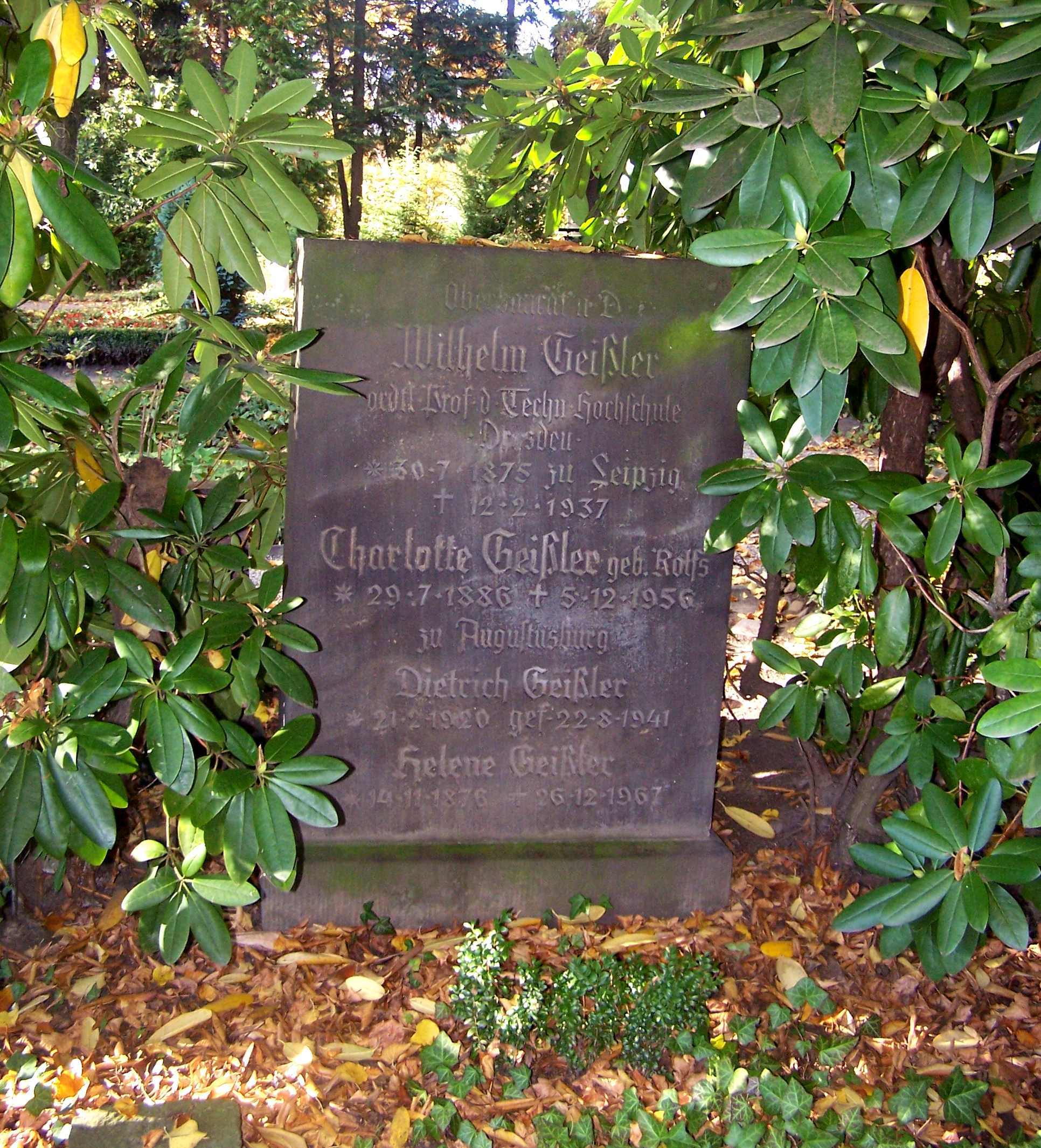
Grab von Prof. Geißler

Wilhelm Ernst Moritz Geißler (* 30. Juni 1875 in Leipzig; † 12. Februar 1937 in Dresden) war ein deutscher Tiefbauingenieur und Hochschullehrer an der TH Dresden.
Nach dem Abitur in Brandenburg (Havel) 1894 studierte er Mathematik und Bauingenieurwesen an der TH Dresden. Während seines Studiums wurde er Mitglied beim Verein Deutscher Studenten Dresden. 1903 wurde er Regierungsbaumeister bei den Leipziger Bahnhofsbauten, 1904 Stadtbauinspektor in Berlin-Charlottenburg, 1909 Stadtbaurat in Nordhausen, 1920 Stadtoberbaurat in Duisburg. Von 1925 bis 1937 lehrte er als Professor für Städtischen Tief- und Straßenbau an der TH Dresden. Er leitete die Forschungsstelle für Straßenbau beim Versuchs- und Materialprüfamt Dresden. Im November 1933 unterzeichnete er das Bekenntnis der deutschen Professoren zu Adolf Hitler. 

## Schriften
- Kanalisation und Abwasserreinigung, Springer, Berlin 1933
- Der Straßenbau, de Gruyter, Berlin 1934 ISBN 978-3-11-100888-2